# جيم موريسي
جيم موريسي (بالإنجليزية: Jim Morrissey)‏ هو سياسي أمريكي، ولد في 10 مايو 1930 في نيو روتشيل في الولايات المتحدة. حزبياً، نشط في الحزب الجمهوري. وقد انتخب عضو جمعية ولاية كاليفورنيا.